# Harry Segall
Harry Segall (* 10. April 1892 in Chicago, Illinois; † 25. November 1975 in Woodland Hills, Los Angeles, Kalifornien) war ein US-amerikanischer Schriftsteller und Drehbuchautor, der 1942 den Oscar für die beste Originalgeschichte gewann.

## Leben
Segall begann seine Karriere als Drehbuchautor in der Filmwirtschaft Hollywoods bei dem von William Cameron Menzies 1932 inszenierten Horrorfilm Chandu the Magician mit Bela Lugosi in der Titelrolle. Neben den Vorlagen und Drehbüchern für 28 Filme verfasste er auch Theaterstücke wie Lost Horizons, das zwischen Oktober und Dezember 1934 56 Mal im St. James Theatre am Broadway aufgeführt wurde.
Seinen größten Erfolg feierte er mit seinem Theaterstück Irrtum im Himmel (Heaven Can Wait): Hierfür gewann er bei der Oscarverleihung 1942 den Oscar für die beste Originalgeschichte für die Verfilmung unter dem Titel Urlaub vom Himmel (1941) von Alexander Hall mit Robert Montgomery, Evelyn Keyes und Claude Rains. 1947 drehte Hall mit Eine Göttin auf Erden eine Fortsetzung des Films, diesmal mit Rita Hayworth, Larry Parks und Marc Platt in den Hauptrollen.
Aufgrund des Erfolgs kam es außerdem später zu Neuverfilmungen des Stoffs von Heaven Can Wait: Zum einen 1978 mit dem Titel Der Himmel soll warten von und mit Warren Beatty sowie Co-Regisseur Buck Henry, mit Julie Christie und James Mason in weiteren Rollen, zum anderen 2001 unter dem Titel Einmal Himmel und zurück von Chris und Paul Weitz mit den Hauptdarstellern Chris Rock, Regina King und Chazz Palminteri.

## Filmografie (Auswahl)
- 1932: Chandu the Magician
- 1938: Everybody’s Doing It
- 1941: Urlaub vom Himmel
- 1946: The Bride Wore Boots
- 1946: Angel on My Shoulder
- 1952: Liebling, ich werde jünger

## Auszeichnungen
- 1942: Oscar für die beste Originalgeschichte